# Corneilla-de-Conflent
Pour les articles homonymes, voir Corneilla.
Corneilla-de-Conflent  est une commune française située dans le centre du département des Pyrénées-Orientales, en région Occitanie. Sur le plan historique et culturel, la commune est dans le pays de Conflent, correspondant à l'ensemble des vallées pyrénéennes qui « confluent » avec le lit creusé par la Têt entre Mont-Louis et Rodès.
Exposée à un climat océanique altéré, elle est drainée par la Têt, la Cady, Riu de Fillols, Riu de Saint-Vincent, le ruisseau de Mardé. Incluse dans le parc naturel régional des Pyrénées catalanes, la commune possède un patrimoine naturel remarquable : un site Natura 2000 (les « sites à chiroptères des Pyrénées-Orientales ») et quatre zones naturelles d'intérêt écologique, faunistique et floristique.
Corneilla-de-Conflent est une commune rurale qui compte 532 habitants en 2022. Elle fait partie de l'aire d'attraction de Prades. Ses habitants sont appelés les Corneillanais ou  Corneillanaises.

## Géographie

### Localisation
La commune de Corneilla-de-Conflent se trouve dans le département des Pyrénées-Orientales, en région Occitanie.
Elle se situe à 45 km à vol d'oiseau de Perpignan, préfecture du département, à 7 km de Prades, sous-préfecture, et à 26 km d'Amélie-les-Bains-Palalda, bureau centralisateur du canton du Canigou dont dépend la commune depuis 2015 pour les élections départementales.
La commune fait en outre partie du bassin de vie de Prades.
Les communes les plus proches sont : 
Fuilla (1,5 km), Vernet-les-Bains (2,0 km), Fillols (2,4 km), Villefranche-de-Conflent (2,5 km), Sahorre (4,1 km), Taurinya (4,1 km), Casteil (4,1 km), Serdinya (4,8 km).
Sur le plan historique et culturel, Corneilla-de-Conflent fait partie de la région de Conflent, héritière de l'ancien comté de Conflent et de la viguerie de Conflent. Ce pays correspond à l'ensemble des vallées pyrénéennes qui « confluent » avec le lit creusé par la Têt entre Mont-Louis, porte de la Cerdagne, et Rodès, aux abords de la plaine du Roussillon.

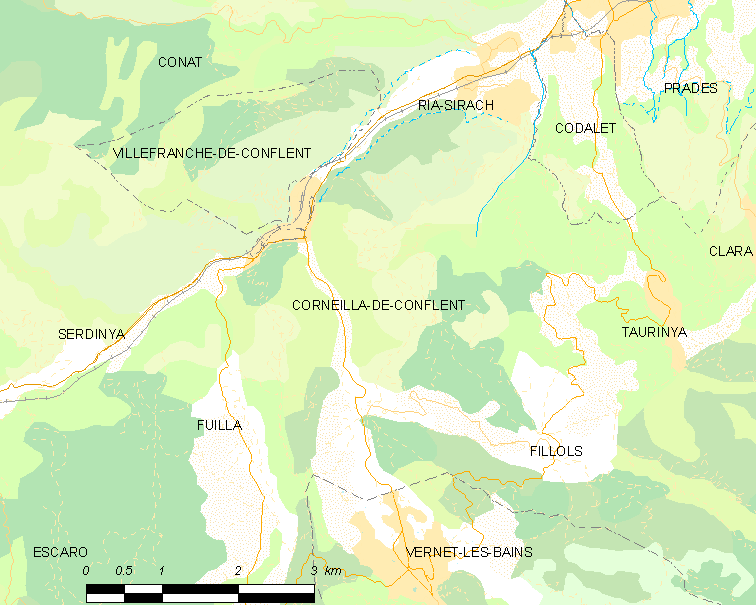
Situation de la commune.

| Villefranche-de-Conflent | Ria-Sirach            |         |
| Fuilla                   | Corneilla-de-Conflent | Fillols |
|                          | Vernet-les-Bains      |         |

### Géologie et relief
La superficie de la commune est de 1 102 hectares. L'altitude de Corneilla-de-Conflent varie entre 397 mètres et 823 mètres.
La commune est classée en zone de sismicité 3, correspondant à une sismicité modérée.
La moitié nord de la commune, qui s'élève jusqu'aux plateaux de Badabany (à l'ouest) et d'Ambullas (à l'est), repose essentiellement sur de grands affleurements de marbre dévonien (c380 Ma),.
La moitié sud de la commune repose principalement sur les dépôts du Miocène inférieur (c25 Ma) du bassin du Conflent ("sables grossiers quartzo-feldspathiques très mal triés et de niveaux à gros blocs, essentiellement de gneiss, de dimension métrique").
Dans les fonds de vallée des deux rivières (de Fillols et de Cady), on trouve des terrasses fluviales du Quaternaire (principalement constituées de sable, de gravier et d'une quantité étonnante de gros blocs rocheux).

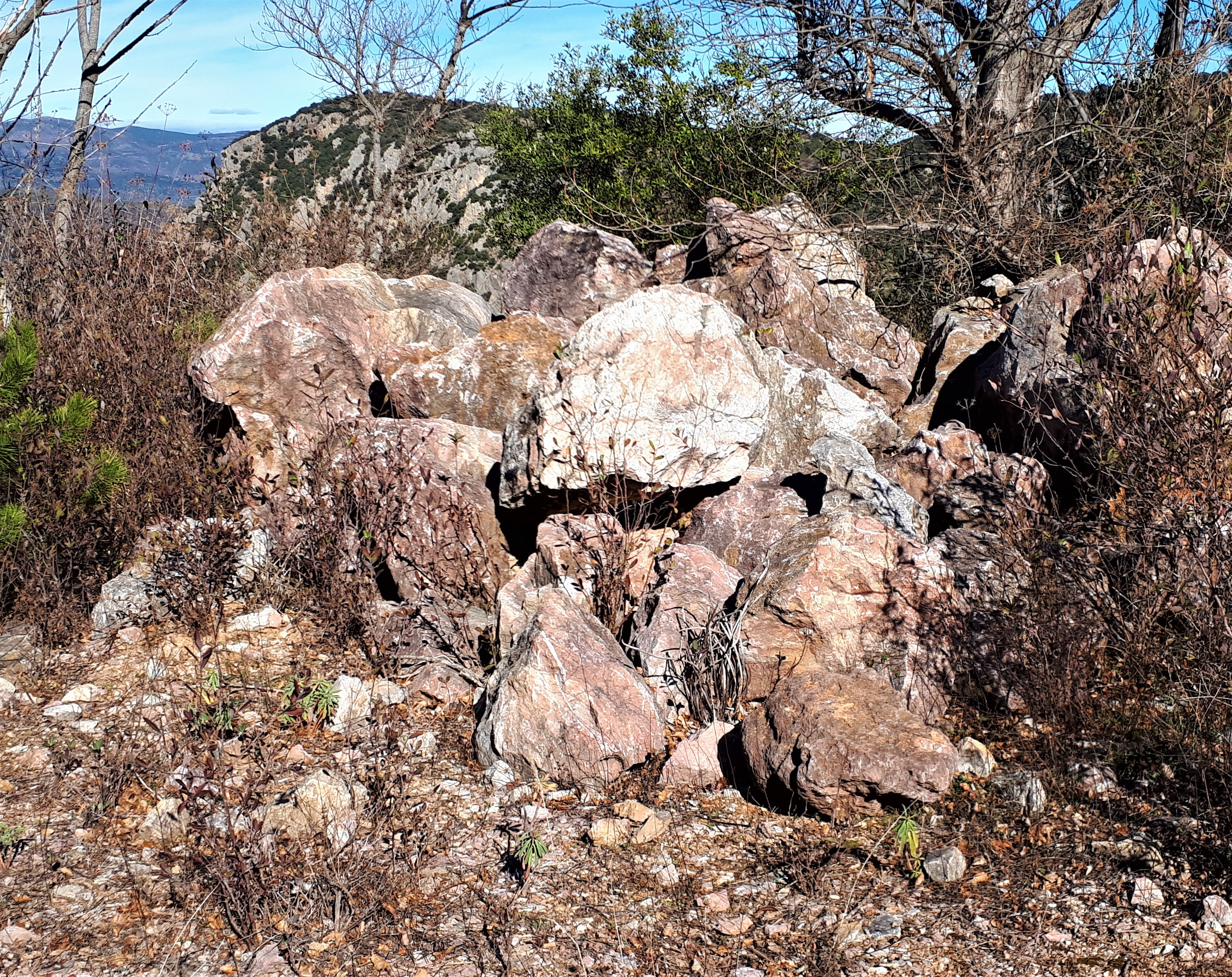
Marbre rose (dit "de Villefranche"), Dévonien moyen (c380 Ma), Carrière Badabany (désaffectée)[13], commune de Corneilla-de-Conflent. Au fond : le plateau d'Ambullas.
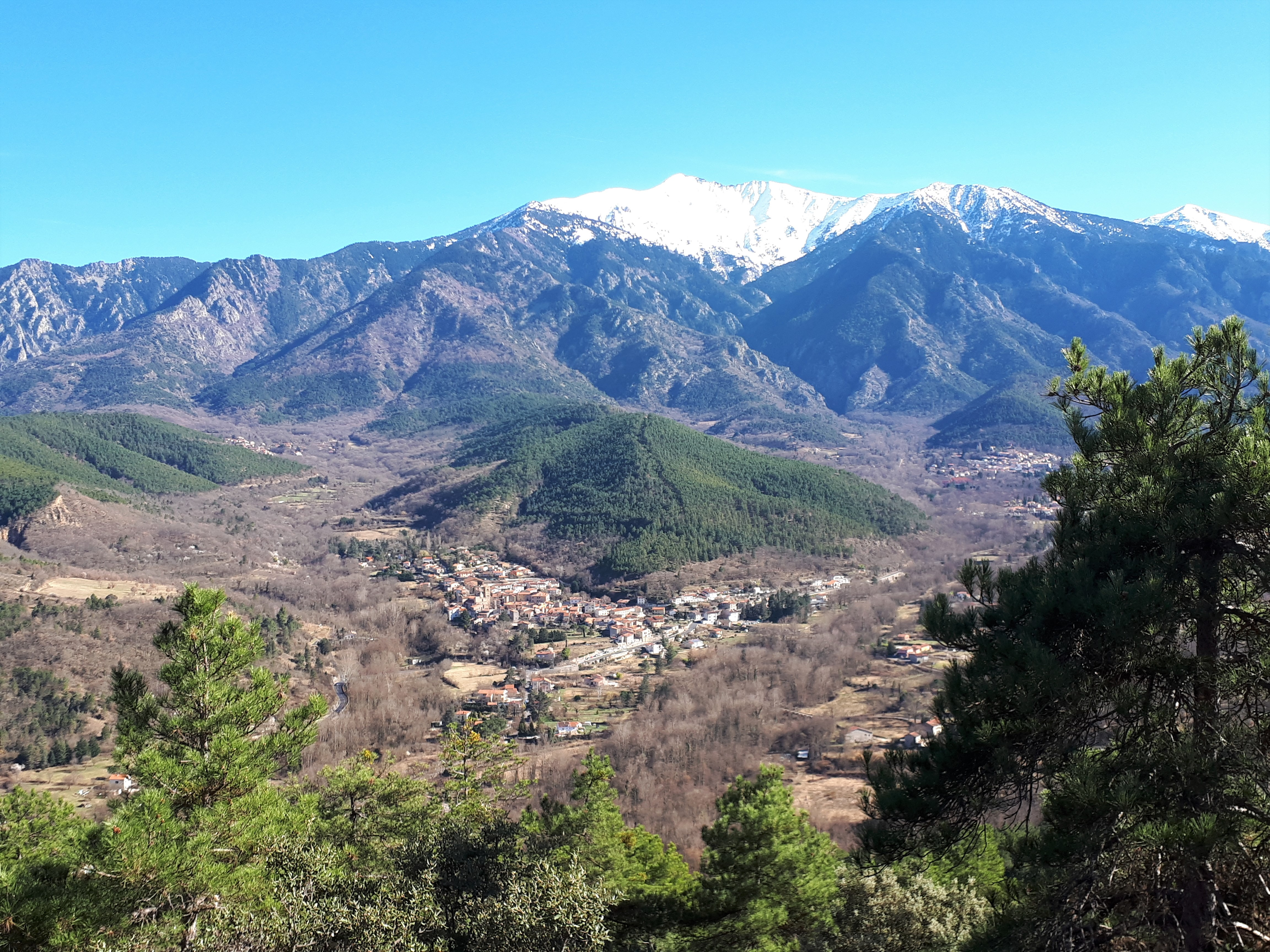
Village de Corneilla (au confluent des rivières Fillols (à gauche) et Cady (à droite), avec le Pic du Canigou (2785 mètres) en arrière-plan, au sud. La crête boisée qui s'élève derrière le village repose sur les dépôts du Miocène inférieur (c25 Ma) du bassin du Conflent.
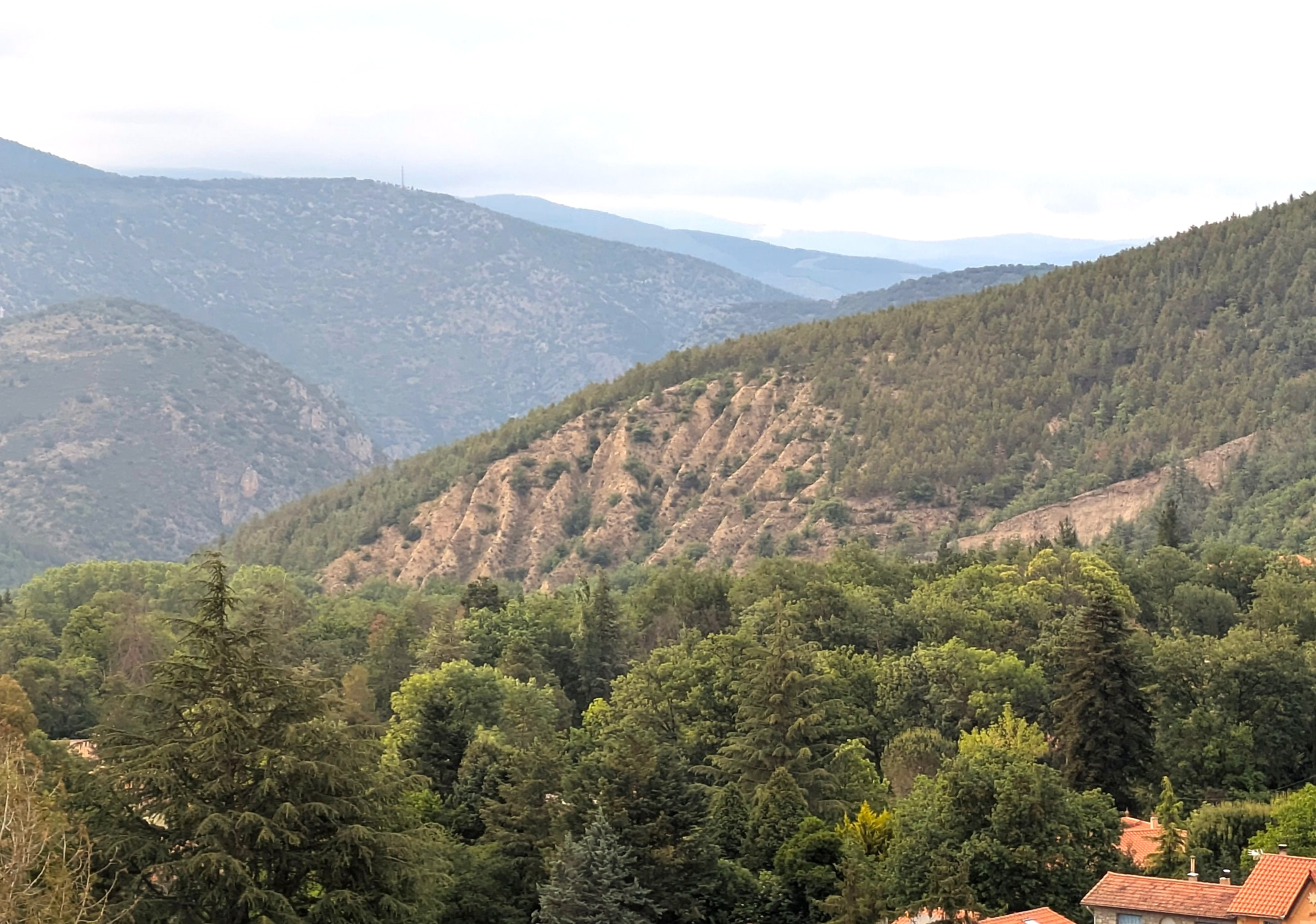
Exposition, dit « Badlands », de sédiments grossiers du Miocène, Corneilla-de-Conflent[14].

### Climat
Pour des articles plus généraux, voir Climat de l'Occitanie et Climat des Pyrénées-Orientales.
En 2010, le climat de la commune est de type climat du Bassin du Sud-Ouest, selon une étude du CNRS s'appuyant sur une série de données couvrant la période 1971-2000. En 2020, Météo-France publie une typologie des climats de la France métropolitaine dans laquelle la commune est exposée à un climat de montagne ou de marges de montagne et est dans la région climatique Pyrénées orientales, caractérisée par une faible pluviométrie, un très bon ensoleillement (2 600 h/an), un air sec, particulièrement en hiver et peu de brouillards.
Pour la période 1971-2000, la température annuelle moyenne est de 12,1 °C, avec une amplitude thermique annuelle de 14,4 °C. Le cumul annuel moyen de précipitations est de 923 mm, avec 6 jours de précipitations en janvier et 5,4 jours en juillet. Pour la période 1991-2020, la température moyenne annuelle observée sur la station météorologique la plus proche, située sur la commune d'Eus à 11 km à vol d'oiseau, est de 13,6 °C et le cumul annuel moyen de précipitations est de 539,8 mm,. Pour l'avenir, les paramètres climatiques de la commune estimés pour 2050 selon différents scénarios d’émission de gaz à effet de serre sont consultables sur un site dédié publié par Météo-France en novembre 2022.

### Milieux naturels et biodiversité

#### Espaces protégés
La protection réglementaire est le mode d’intervention le plus fort pour préserver des espaces naturels remarquables et leur biodiversité associée,.
Dans ce cadre, la commune fait partie.
Un  espace protégé est présent sur la commune : 
le parc naturel régional des Pyrénées catalanes, créé en 2004 et d'une superficie de 139 062 ha, qui s'étend sur 66 communes du département. Ce territoire s'étage des fonds maraîchers et fruitiers des vallées de basse altitude aux plus hauts sommets des Pyrénées-Orientales en passant par les grands massifs de garrigue et de forêt méditerranéenne,.

#### Réseau Natura 2000

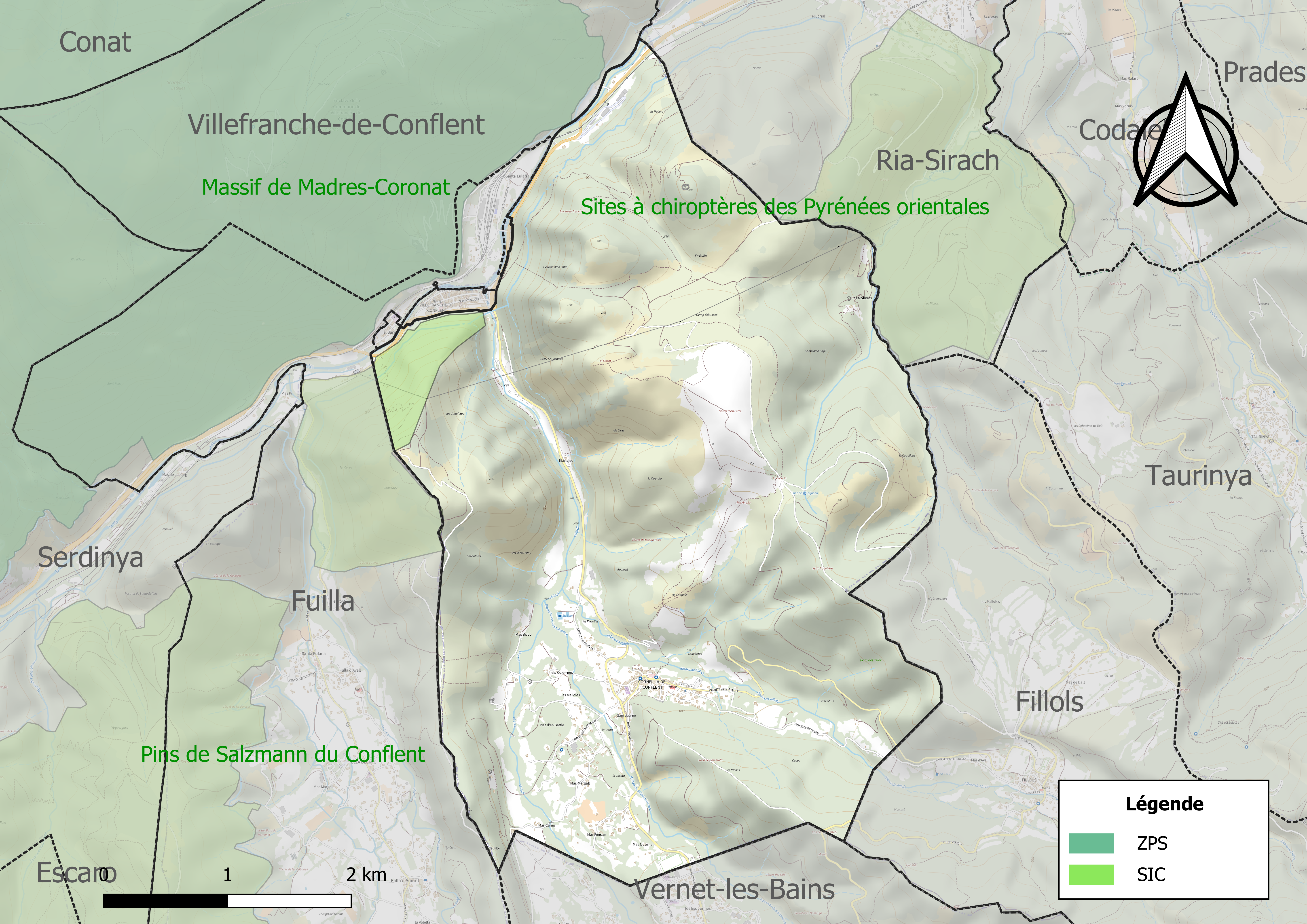
Site Natura 2000 sur le territoire communal.

Le réseau Natura 2000 est un réseau écologique européen de sites naturels d'intérêt écologique élaboré à partir des directives habitats et oiseaux, constitué de zones spéciales de conservation (ZSC) et de zones de protection spéciale (ZPS).
Un site Natura 2000 a été défini sur la commune au titre de la directive habitats : les « sites à chiroptères des Pyrénées-Orientales », d'une superficie de 2 437 ha, abritent  d'importantes colonies d'espèces de chauves-souris d'intérêt communautaire.

#### Zones naturelles d'intérêt écologique, faunistique et floristique
L’inventaire des zones naturelles d'intérêt écologique, faunistique et floristique (ZNIEFF) a pour objectif de réaliser une couverture des zones les plus intéressantes sur le plan écologique, essentiellement dans la perspective d’améliorer la connaissance du patrimoine naturel national et de fournir aux différents décideurs un outil d’aide à la prise en compte de l’environnement dans l’aménagement du territoire.
Deux ZNIEFF de type 1 sont recensées sur la commune :
les « grottes des Canalette » (173 ha), couvrant 2 communes du département et 
la « Trancade d'Ambouilla » (294 ha), couvrant 2 communes du département
et deux ZNIEFF de type 2, : 
- la « vallée du Conflent » (5 742 ha), couvrant 12 communes du département[32] ;
- le « versant sud du massif du Madres » (27 267 ha), couvrant 27 communes du département[33].

Carte des ZNIEFF de type 1 et 2 à Corneilla-de-Conflent.
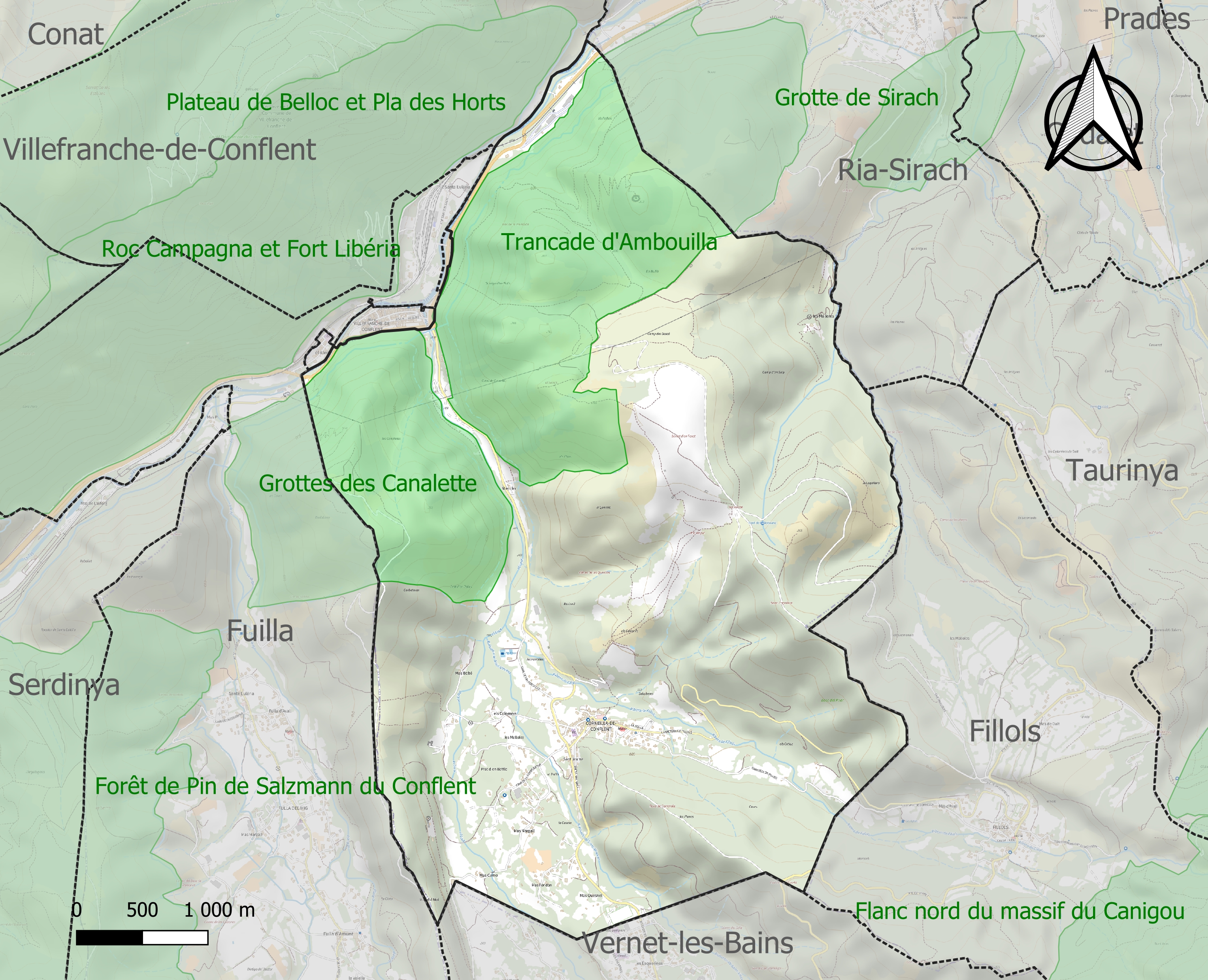
Carte des ZNIEFF de type 1 sur la commune.
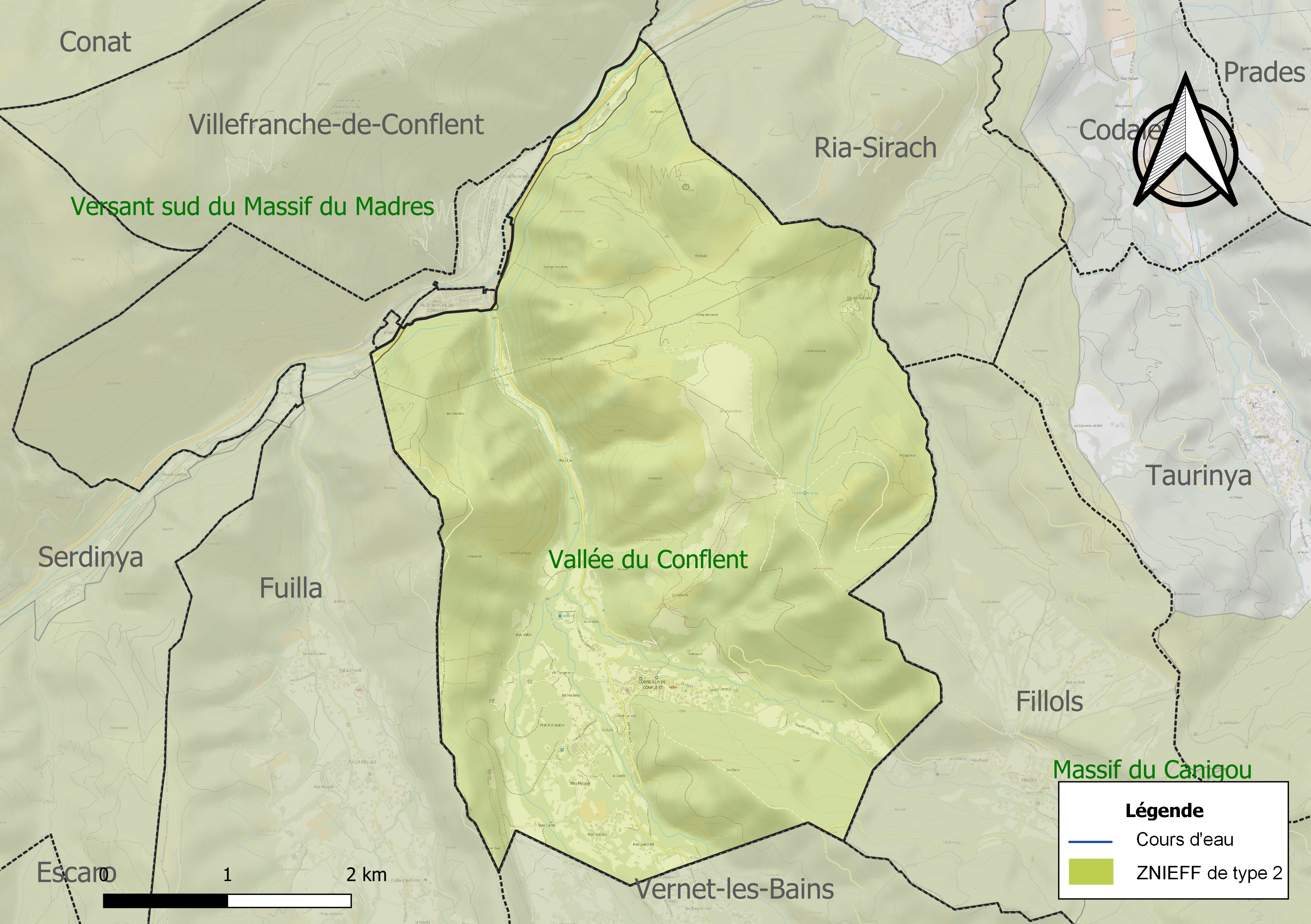
Carte des ZNIEFF de type 2 sur la commune.

## Urbanisme

### Typologie
Au 1er janvier 2024, Corneilla-de-Conflent est catégorisée commune rurale à habitat dispersé, selon la nouvelle grille communale de densité à sept niveaux définie par l'Insee en 2022.
Elle est située hors unité urbaine. Par ailleurs la commune fait partie de l'aire d'attraction de Prades, dont elle est une commune de la couronne,. Cette aire, qui regroupe 26 communes, est catégorisée dans les aires de moins de 50 000 habitants,.

### Occupation des sols

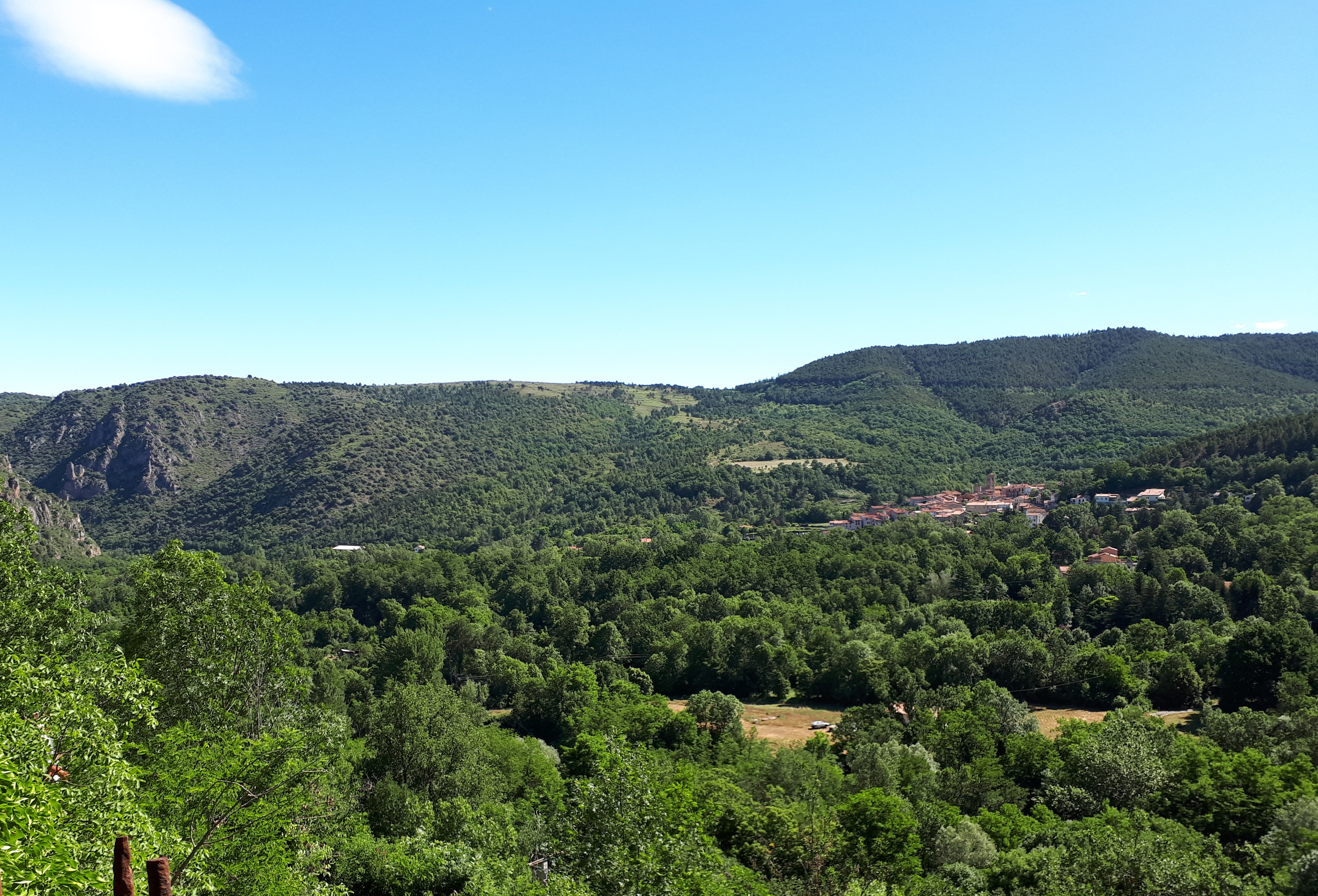
Vue vers l'est en direction du village de Corneilla-de-Conflent, entouré de forêts et de prairies

L'occupation des sols de la commune, telle qu'elle ressort de la base de données européenne d’occupation biophysique des sols Corine Land Cover (CLC), est marquée par l'importance des forêts et milieux semi-naturels (80,8 % en 2018), en augmentation par rapport à 1990 (78,9 %). La répartition détaillée en 2018 est la suivante : 
milieux à végétation arbustive et/ou herbacée (44,4 %), forêts (36,5 %), cultures permanentes (6,1 %), zones urbanisées (5,3 %), zones agricoles hétérogènes (5,1 %), prairies (2,7 %). L'évolution de l’occupation des sols de la commune et de ses infrastructures peut être observée sur les différentes représentations cartographiques du territoire : la carte de Cassini (XVIIIe siècle), la carte d'état-major (1820-1866) et les cartes ou photos aériennes de l'IGN pour la période actuelle (1950 à aujourd'hui).

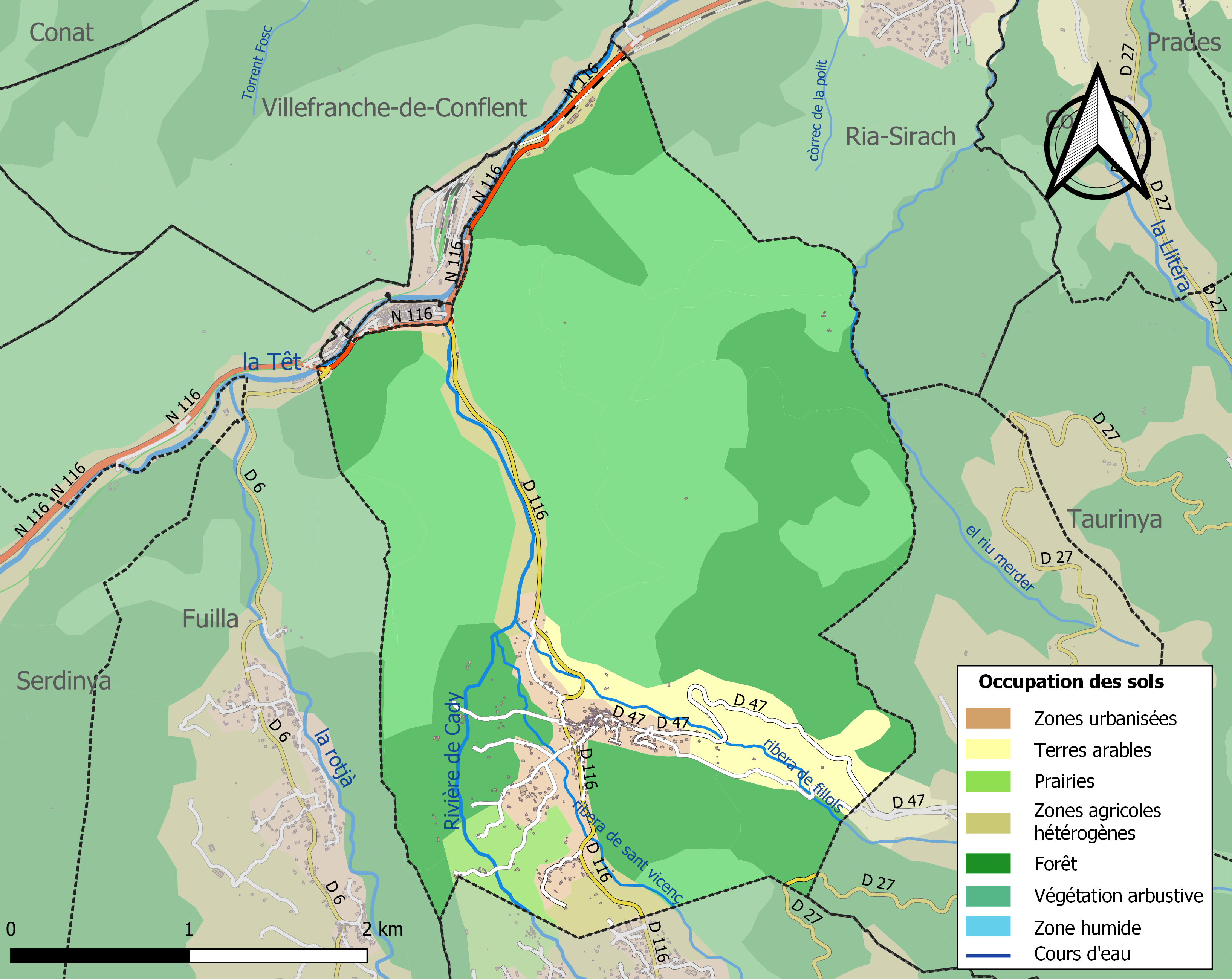
Carte des infrastructures et de l'occupation des sols de la commune en 2018 (CLC).

### Voies de communication et transports
La ligne 521 du réseau liO relie la commune à la gare de Perpignan depuis Casteil.

### Risques majeurs
Le territoire de la commune de Corneilla-de-Conflent est vulnérable à différents aléas naturels : inondations, climatiques (grand froid ou canicule), feux de forêts, mouvements de terrains et séisme (sismicité modérée). Il est également exposé à deux risques technologiques, le transport de matières dangereuses et la rupture d'un barrage, et à un risque particulier, le risque radon,.

#### Risques naturels
Certaines parties du territoire communal sont susceptibles d’être affectées par le risque d’inondation par crue torrentielle de cours d'eau du bassin de la Têt.
Les mouvements de terrains susceptibles de se produire sur la commune sont soit des mouvements liés au retrait-gonflement des argiles, soit des glissements de terrains, soit des chutes de blocs, soit des effondrements liés à des cavités souterraines. Une cartographie nationale de l'aléa retrait-gonflement des argiles permet de connaître les sols argileux ou marneux susceptibles vis-à-vis de ce phénomène. L'inventaire national des cavités souterraines permet par ailleurs de localiser celles situées sur la commune.
Ces risques naturels sont pris en compte dans l'aménagement du territoire de la commune par le biais d'un plan de prévention des risques inondations et mouvements de terrains.

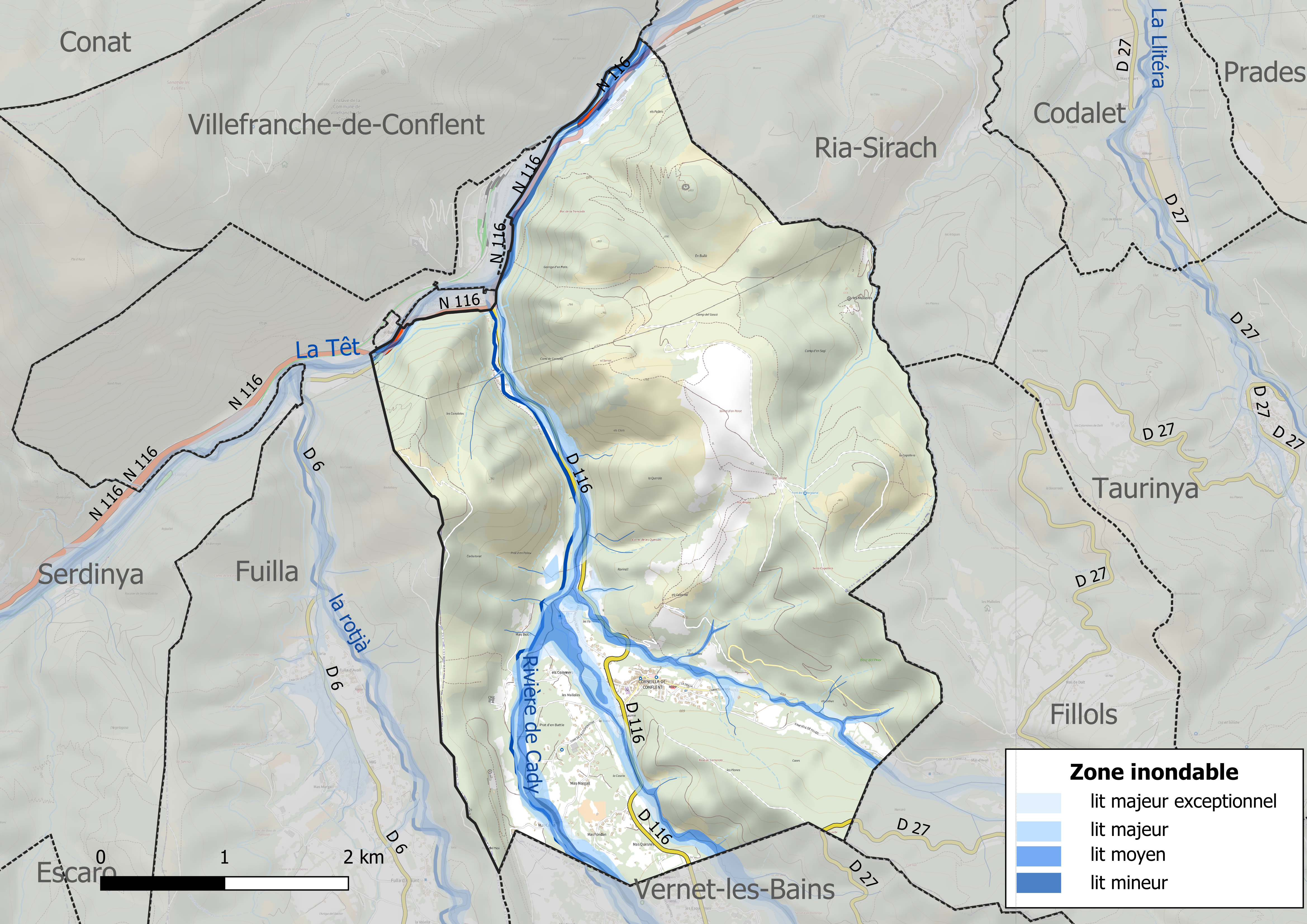
Carte des zones inondables.
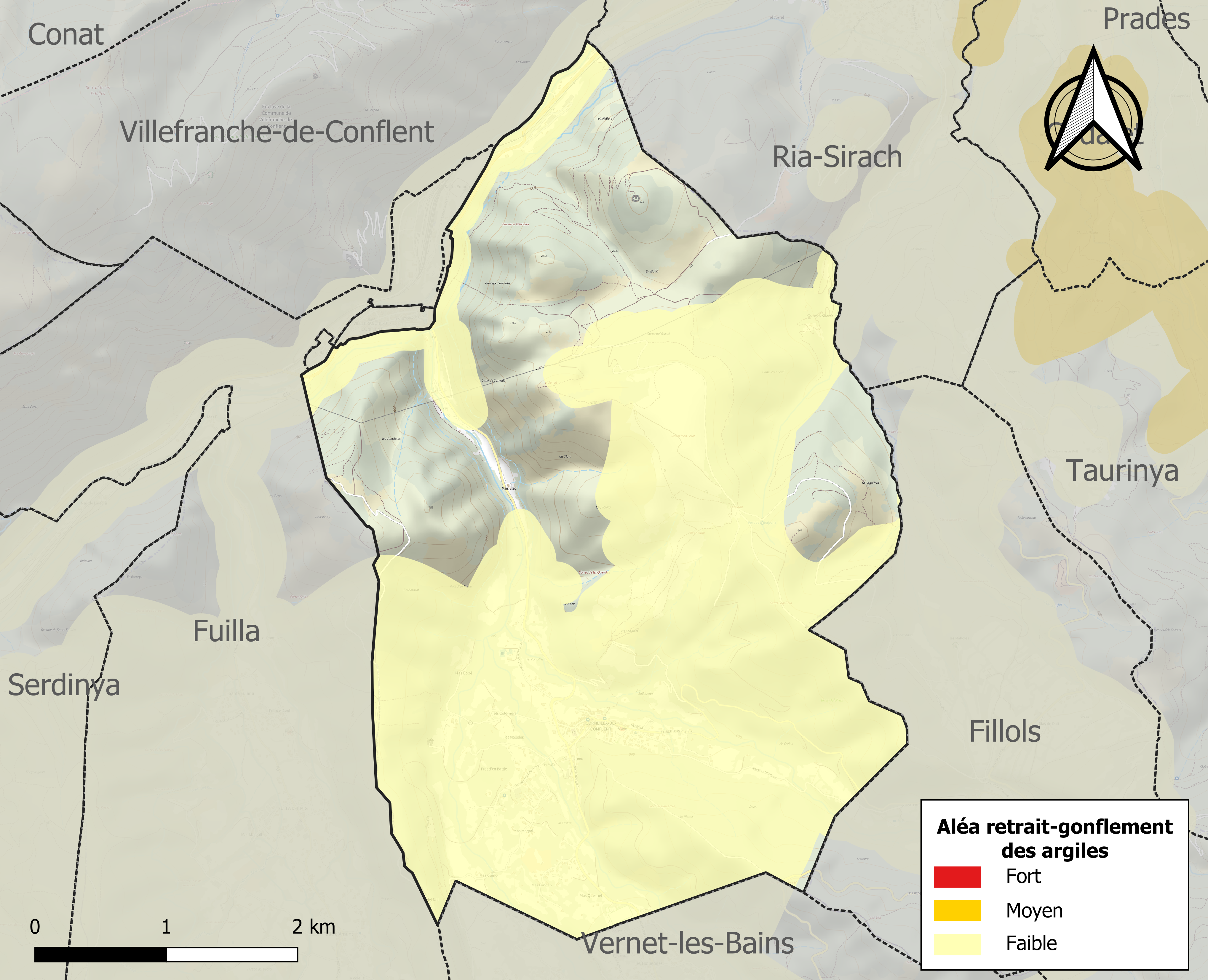
Carte des zones d'aléa retrait-gonflement des argiles.

#### Risques technologiques
Le risque de transport de matières dangereuses sur la commune est lié à sa traversée par une route à fort trafic. Un accident se produisant sur une telle infrastructure est en effet susceptible d’avoir des effets graves au bâti ou aux personnes jusqu’à 350 m, selon la nature du matériau transporté. Des dispositions d’urbanisme peuvent être préconisées en conséquence.
Dans le département des Pyrénées-Orientales, on dénombre sept grands barrages susceptibles d’occasionner des dégâts en cas de rupture. La commune fait partie des 66 communes susceptibles d’être touchées par l’onde de submersion consécutive à la rupture d’un de ces barrages, le Barrage des Bouillouses sur la Têt, un ouvrage de 17,5 m de hauteur construit en 1910.

#### Risque particulier
Dans plusieurs parties du territoire national, le radon, accumulé dans certains logements ou autres locaux, peut constituer une source significative d’exposition de la population aux rayonnements ionisants. Toutes les communes du département sont concernées par le risque radon à un niveau plus ou moins élevé. Selon la classification de 2018, la commune de Corneilla-de-Conflent est classée en zone 3, à savoir zone à potentiel radon significatif.

## Toponymie
En catalan, le nom de la commune est Cornellà de Conflent.
Le 25 juin 1933, Corneilla change officiellement de nom et devient Corneilla-de-Conflent.

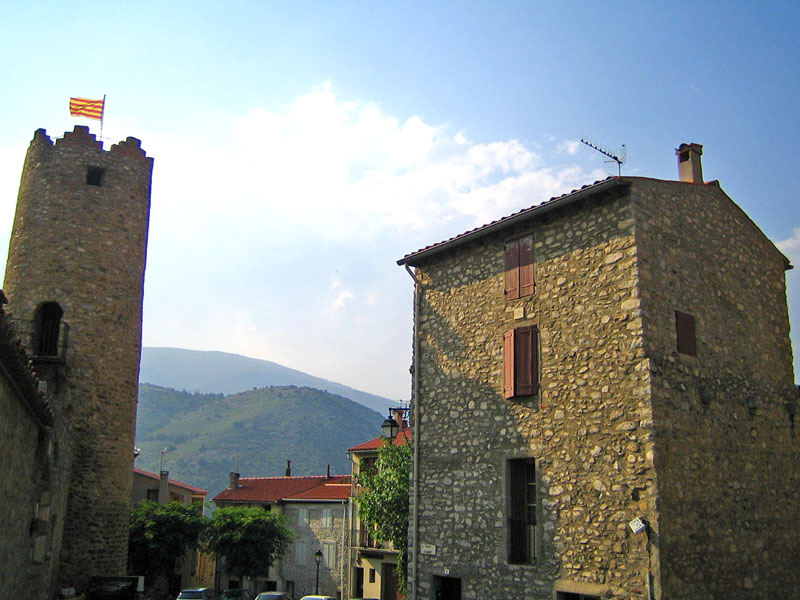
Vue vers la place de l'église, avec à gauche une tour du Palais comtal.

## Histoire
Corneilla-de-Conflent a abrité le palais des comtes de Cerdagne-Conflent auprès duquel ils créèrent un prieuré roman augustin d'une architecture remarquable.
Dès le début du XXe siècle, une ligne de chemin de fer minéralière descendait la vallée de Cady sur la commune de Corneilla, les trains transportant le minerai de fer des mines de Sahorre et de Vernet-les-Bains jusqu'aux fourneaux dans la vallée de la Têt. En cours de route, le minerai de fer passait par une importante usine de grillage, aujourd'hui abandonnée, située sur le versant ouest de la vallée,.

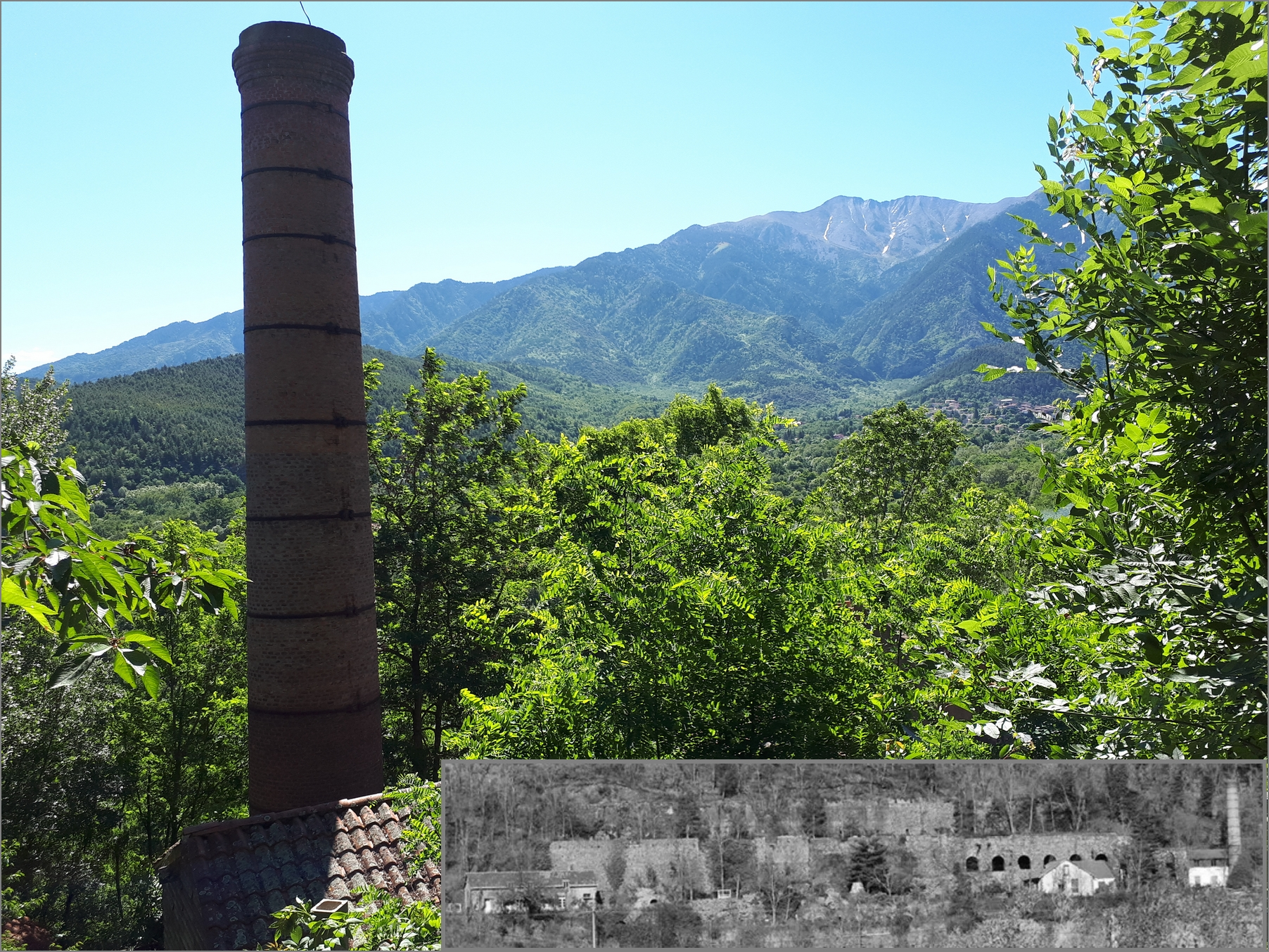
Cheminée de l'ancienne usine de grillage de minerai de fer. En médaillon : la raffinerie autrefois. Au fond : Pic du Canigou.
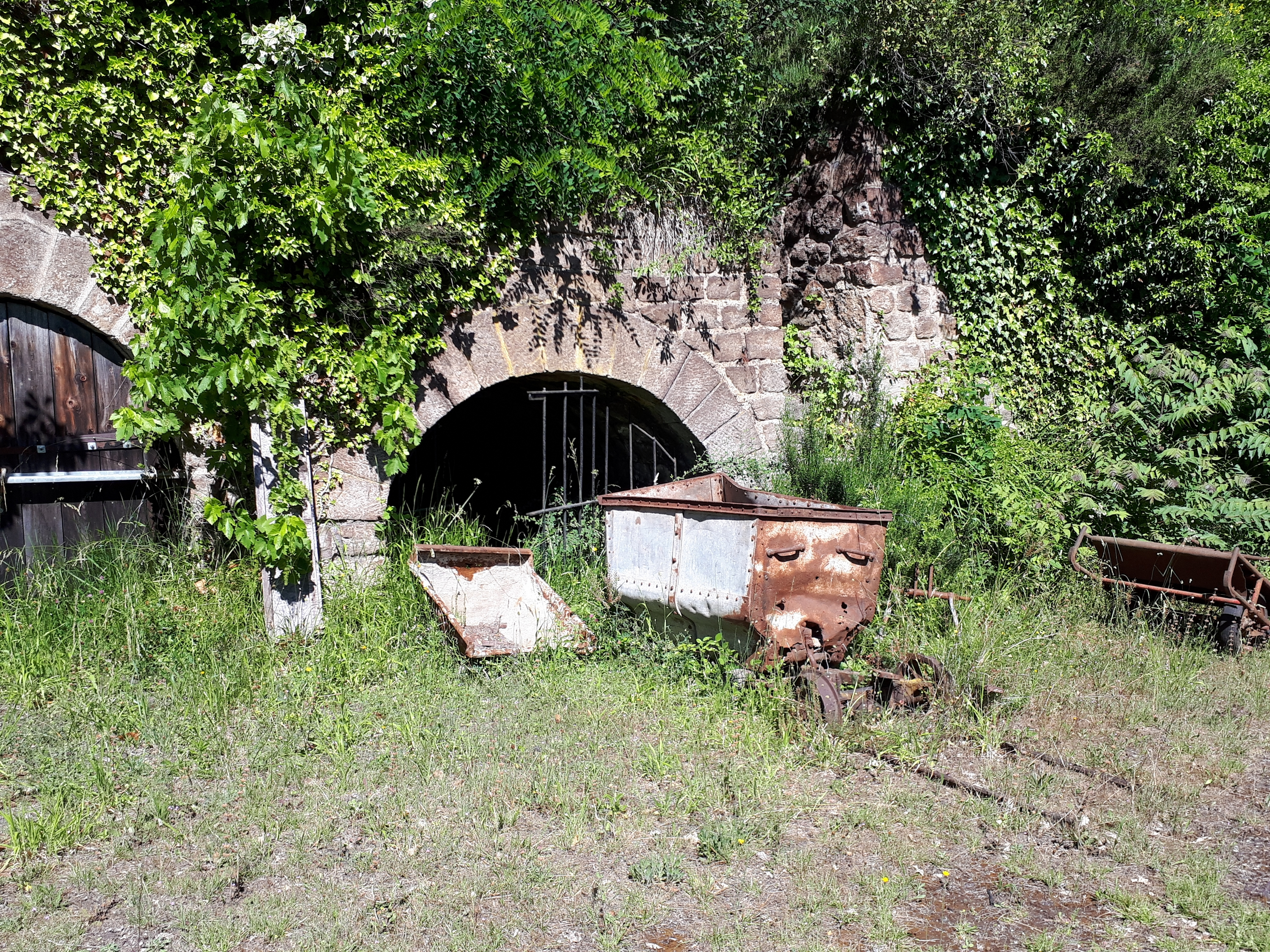
Scène à l'ancienne usine de grillage de minerai de fer de Corneilla-de-Conflent, aujourd'hui abandonnée.
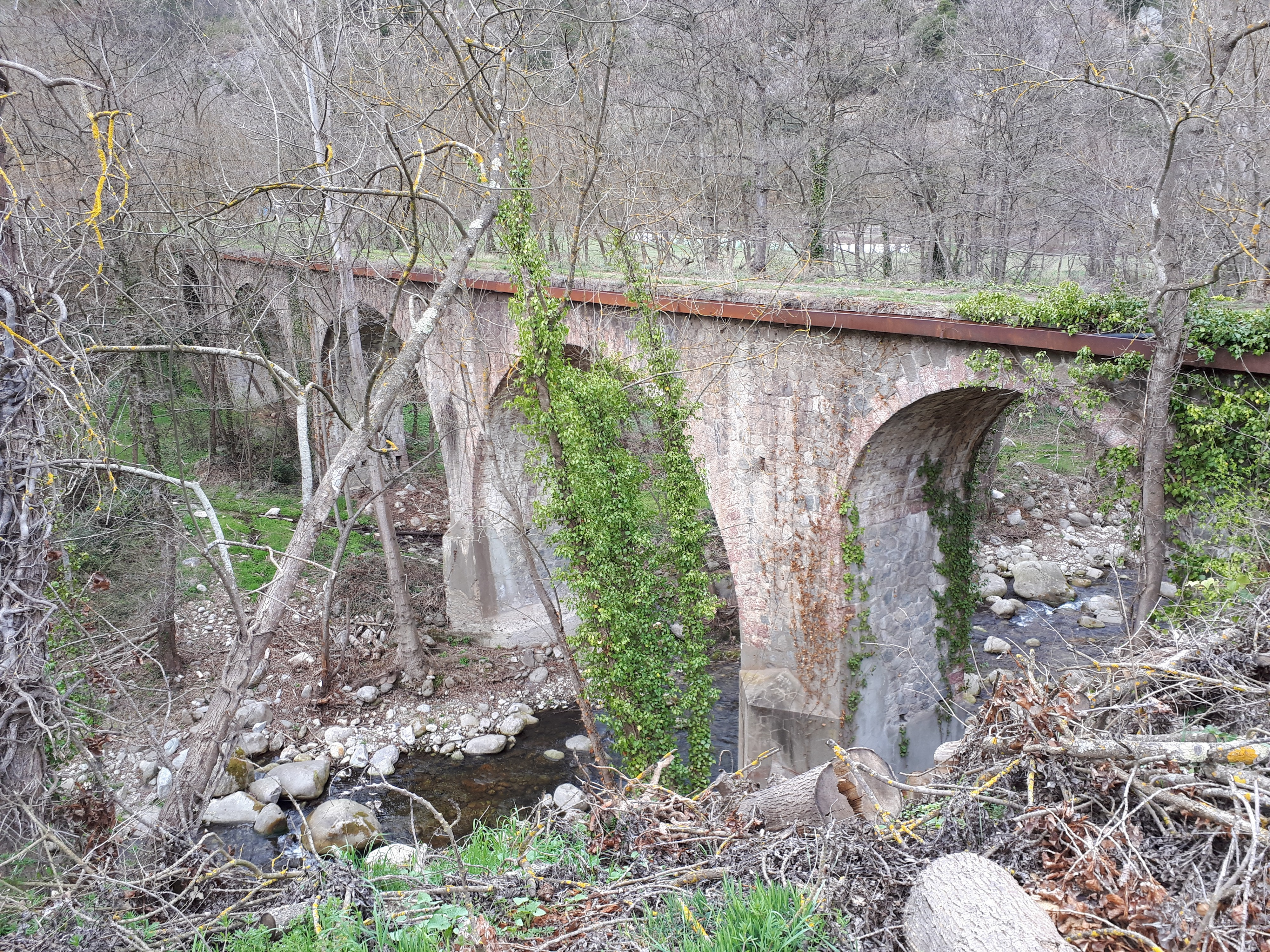
Pont de l'ancienne voie ferrée minérale, aujourd'hui désaffectée, par laquelle le minerai de fer était transporté vers les hauts fourneaux de la vallée de la Têt.

La Communauté de communes Canigou - Val Cady est dissoute le 1er janvier 2014 et intégrée à la Communauté de communes du Conflent à laquelle adhère donc Corneilla-de-Conflent.

## Politique et administration

### Canton
En 1790, la commune de Corneilla est incluse dans le canton de Vernet puis devient en 1793 le chef-lieu du canton de Corneilla. Elle rejoint en 1801 le canton de Prades, qu'elle ne quitte plus par la suite.
À compter des élections départementales de 2015, la commune rejoint le nouveau canton du Canigou.

### Liste des maires
| Période   | Période   | Identité                     | Étiquette | Qualité |
| --------- | --------- | ---------------------------- | --------- | ------- |
| 1790      | 1793      | Martin Jampy                 |           |         |
| 1793      | 1793      | Xavier Burgatx               |           |         |
| 1793      | 1794      | Joseph Godefroy              |           |         |
| 1794      | 1796      | Emmanuel Restaynt            |           |         |
| 1796      | 1797      | Simon Illes                  |           |         |
| 1797      | 1798      | Emmanuel Restaynt            |           |         |
| 1798      | 1799      | Simon Illes                  |           |         |
| 1799      | 1800      | Dominique Junquet            |           |         |
| 1800      | 1803      | Jean Paris                   |           |         |
| 1803      | 1808      | Martin Jampy                 |           |         |
| 1808      | 1813      | Emmanuel Berjoan             |           |         |
| 1813      | 1828      | François Paris               |           |         |
| 1828      | 1831      | Bonaventure Restaynt         |           |         |
| 1831      | 1838      | Martin Jampy                 |           |         |
| 1838      | 1841      | Bonaventure Berjoan          |           |         |
| 1841      | 1843      | Jacques Pagès                |           |         |
| 1843      | 1851      | Bonaventure Restaynt         |           |         |
| 1851      | 1863      | François Broc                |           |         |
| 1863      | 1866      | Jacques Vigo                 |           |         |
| 1866      | 1872      | Jean Paris                   |           |         |
| 1872      | 1874      | Charles de Fregebille        |           |         |
| 1874      | 1876      | Jean Paris                   |           |         |
| 1876      | 1877      | Denis Jacques Victor Dalbiez |           |         |
| 1877      | 1878      | Mathieu Berjoan              |           |         |
| 1878      | 1880      | Michel Restaynt              |           |         |
| 1880      | 1888      | Simon Illes                  |           |         |
| 1888      | 1908      | Saturnin Fondan              |           |         |
| 1908      | 1919      | Martin Delpont               |           |         |
| 1919      | 1935      | Michel Salvat                |           |         |
| 1935      | 1944      | Jean Rondes                  |           |         |
| 1944      | 1947      | Elie Buzan                   |           |         |
| 1947      | 1968      | Michel Monet                 |           |         |
| 1968      | 1983      | Jean Sales                   |           |         |
| 1983      | 1989      | Isidore Comas                |           |         |
| 1989      | 2001      | Robert Fajal                 |           |         |
| mars 2001 | mars 2014 | Claudette Martinetto         |           |         |
| mars 2014 | En cours  | Patrice Arro                 |           |         |

## Population et société

### Démographie ancienne
La population est exprimée en nombre de feux (f) ou d'habitants (H).
| 1355 | 1359 | 1365 | 1378 | 1424 | 1470 | 1515 | 1553 | 1709 |
| ---- | ---- | ---- | ---- | ---- | ---- | ---- | ---- | ---- |
| 33 f | 28 f | 33 f | 14 f | 22 f | 14 f | 16 f | 9 f  | 43 f |

| 1720 | 1767  | 1774 | 1789 | - | - | - | - | - |
| ---- | ----- | ---- | ---- | - | - | - | - | - |
| 30 f | 330 H | 65 f | 69 f | - | - | - | - | - |

### Démographie contemporaine
L'évolution du nombre d'habitants est connue à travers les recensements de la population effectués dans la commune depuis 1793. Pour les communes de moins de 10 000 habitants, une enquête de recensement portant sur toute la population est réalisée tous les cinq ans, les populations de référence des années intermédiaires étant quant à elles estimées par interpolation ou extrapolation. Pour la commune, le premier recensement exhaustif entrant dans le cadre du nouveau dispositif a été réalisé en 2004.

En 2022, la commune comptait 532 habitants, en évolution de +13,19 % par rapport à 2016 (Pyrénées-Orientales : +3,92 %, France hors Mayotte : +2,11 %).
| 1793 | 1800 | 1806 | 1821 | 1831 | 1836 | 1841 | 1846 | 1851 |
| ---- | ---- | ---- | ---- | ---- | ---- | ---- | ---- | ---- |
| 357  | 292  | 374  | 412  | 470  | 509  | 491  | 514  | 508  |

| 1856 | 1861 | 1866 | 1872 | 1876 | 1881 | 1886 | 1891 | 1896 |
| ---- | ---- | ---- | ---- | ---- | ---- | ---- | ---- | ---- |
| 505  | 505  | 503  | 507  | 512  | 513  | 508  | 503  | 502  |

| 1901 | 1906 | 1911 | 1921 | 1926 | 1931 | 1936 | 1946 | 1954 |
| ---- | ---- | ---- | ---- | ---- | ---- | ---- | ---- | ---- |
| 679  | 536  | 517  | 506  | 512  | 505  | 504  | 471  | 377  |

| 1962 | 1968 | 1975 | 1982 | 1990 | 1999 | 2004 | 2006 | 2009 |
| ---- | ---- | ---- | ---- | ---- | ---- | ---- | ---- | ---- |
| 401  | 398  | 365  | 397  | 417  | 426  | 451  | 467  | 465  |

| 2014 | 2019 | 2022 | - | - | - | - | - | - |
| ---- | ---- | ---- | - | - | - | - | - | - |
| 468  | 530  | 532  | - | - | - | - | - | - |

| selon la population municipale des années : | 1968 | 1975 | 1982 | 1990 | 1999 | 2006 | 2009 | 2013 |
| Rang de la commune dans le département      | 93   | 96   | 107  | 104  | 112  | 110  | 108  | 110  |
| Nombre de communes du département           | 232  | 217  | 220  | 225  | 226  | 226  | 226  | 226  |

### Manifestations culturelles et festivités
- Fête patronale : 15 août[60].

## Économie

### Revenus
En 2018, la commune compte 219 ménages fiscaux, regroupant 463 personnes. La médiane du revenu disponible par unité de consommation est de 17 800 € (19 350 € dans le département).

### Emploi
|                | 2008   | 2013   | 2018   |
| -------------- | ------ | ------ | ------ |
| Commune        | 11,5 % | 16,8 % | 11,7 % |
| Département    | 10,3 % | 12,9 % | 13,3 % |
| France entière | 8,3 %  | 10 %   | 10 %   |

En 2018, la population âgée de 15 à 64 ans s'élève à 296 personnes, parmi lesquelles on compte 72,7 % d'actifs (61 % ayant un emploi et 11,7 % de chômeurs) et 27,3 % d'inactifs,. En  2018, le taux de chômage communal (au sens du recensement) des 15-64 ans est inférieur à celui du département, mais supérieur à celui de la France, alors qu'en 2008 il était supérieur à celui du département.
La commune fait partie de la couronne de l'aire d'attraction de Prades, du fait qu'au moins 15 % des actifs travaillent dans le pôle,. Elle compte 46 emplois en 2018, contre 35 en 2013 et 33 en 2008. Le nombre d'actifs ayant un emploi résidant dans la commune est de 182, soit un indicateur de concentration d'emploi de 25,2 % et un taux d'activité parmi les 15 ans ou plus de 52 %.
Sur ces 182 actifs de 15 ans ou plus ayant un emploi, 33 travaillent dans la commune, soit 18 % des habitants. Pour se rendre au travail, 92,1 % des habitants utilisent un véhicule personnel ou de fonction à quatre roues, 2,1 % les transports en commun, 2,6 % s'y rendent en deux-roues, à vélo ou à pied et 3,2 % n'ont pas besoin de transport (travail au domicile).

### Activités hors agriculture

#### Secteurs d'activités
31 établissements sont implantés  à Corneilla-de-Conflent au 31 décembre 2019. Le tableau ci-dessous en détaille le nombre par secteur d'activité et compare les ratios avec ceux du département,.
| Secteur d'activité                                                                                        | Commune | Commune | Département |
| Secteur d'activité                                                                                        | Nombre  | %       | %           |
| --- | ------- | ------- | ----------- |
| Ensemble                                                                                                  | 31      |         |             |
| Industrie manufacturière, industries extractives et autres                                                | 4       | 12,9 %  | (8,7 %)     |
| Construction                                                                                              | 9       | 29 %    | (14,3 %)    |
| Commerce de gros et de détail, transports, hébergement et restauration                                    | 6       | 19,4 %  | (30,5 %)    |
| Activités immobilières                                                                                    | 3       | 9,7 %   | (6,2 %)     |
| Activités spécialisées, scientifiques et techniques et activités de services administratifs et de soutien | 3       | 9,7 %   | (13 %)      |
| Administration publique, enseignement, santé humaine et action sociale                                    | 2       | 6,5 %   | (13,9 %)    |
| Autres activités de services                                                                              | 4       | 12,9 %  | (8,5 %)     |

Le secteur de la construction est prépondérant sur la commune puisqu'il représente 29 % du nombre total d'établissements de la commune (9 sur les 31 entreprises implantées  à Corneilla-de-Conflent), contre 14,3 % au niveau départemental.

### Agriculture
|               | 1988 | 2000 | 2010 | 2020 |
| ------------- | ---- | ---- | ---- | ---- |
| Exploitations | 41   | 13   | 5    | 2    |
| SAU (ha)      | 67   | 32   | 132  | 59   |

La commune est dans le Conflent, une petite région agricole occupant le centre-ouest du département des Pyrénées-Orientales. En 2020, l'orientation technico-économique de l'agriculture  sur la commune est l'élevage d'ovins ou de caprins. Deux exploitations agricoles ayant leur siège dans la commune sont dénombrées lors du recensement agricole de 2020 (41 en 1988). La superficie agricole utilisée est de 59 ha,,.

## Culture locale et patrimoine

### Monuments et lieux touristiques
- L'église Sainte-Marie ( Classé MH (1840))[64]. De nombreux objets sont référencés dans la base Palissy (voir les notices liées)[64]. Église romane à trois nefs et cinq absides des XIe et XIIe siècles ;
- L'ancien château des comtes de Conflent-Cerdagne ( Inscrit MH (1973)), construit au XIe siècle ;
- Les grottes des Canalettes, fameuses pour leurs draperies calcaires, sont situées sur la commune, bien qu'en fait elles soient plus proches de Villefranche-de-Conflent.
- L'église Saint-Clément de la Serra.
- Chapelle Sainte-Marie du château de Corneilla-de-Conflent.
- Les dolmens - de Cobertorat à l'ouest; du Serrat d'en Parrot à l'est
- Les restes des tours de Badabanys, médiévales[65],[66]

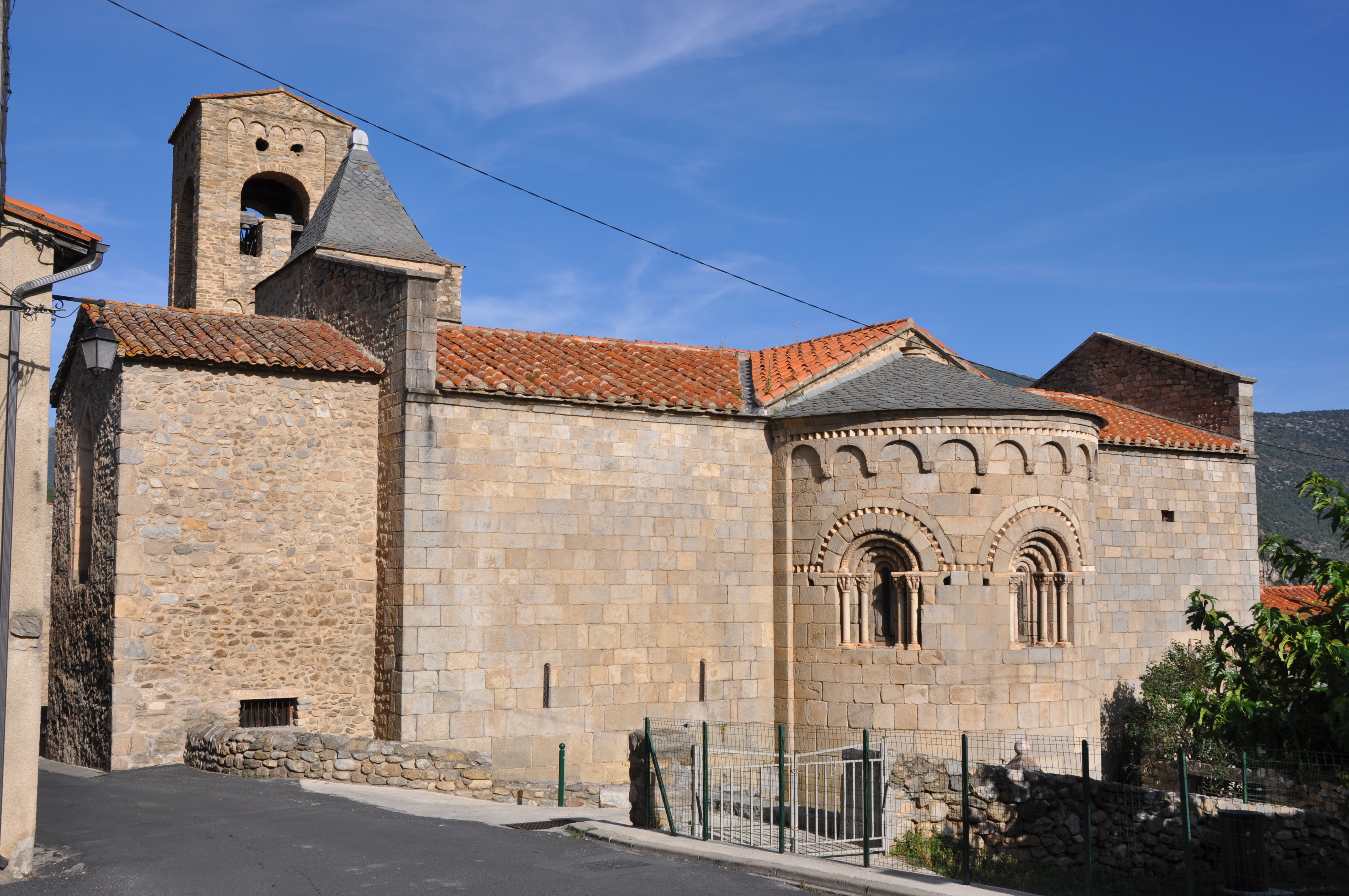
Sainte-Marie de Corneilla-de-Conflent
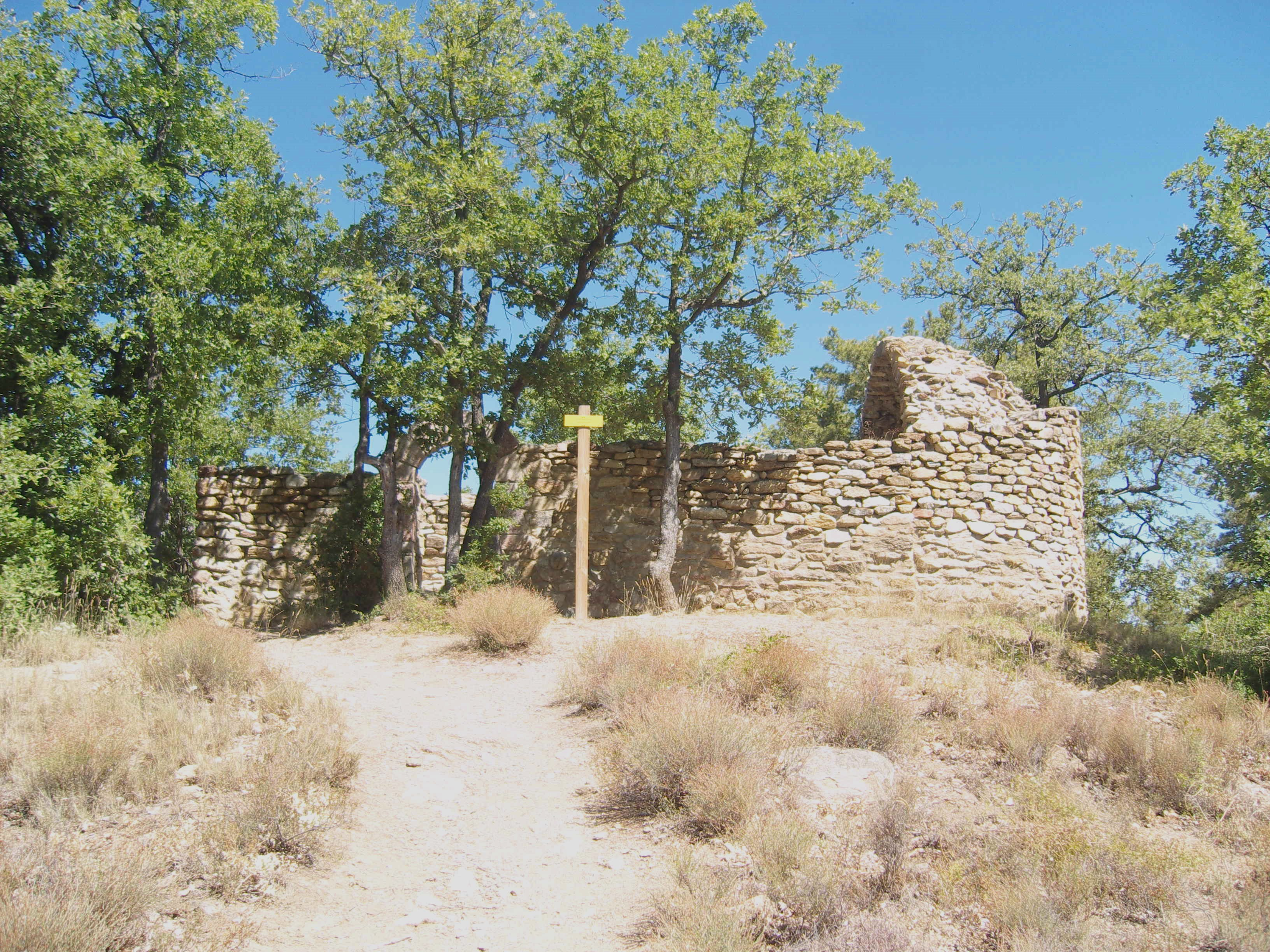
Saint-Clément de la Serra
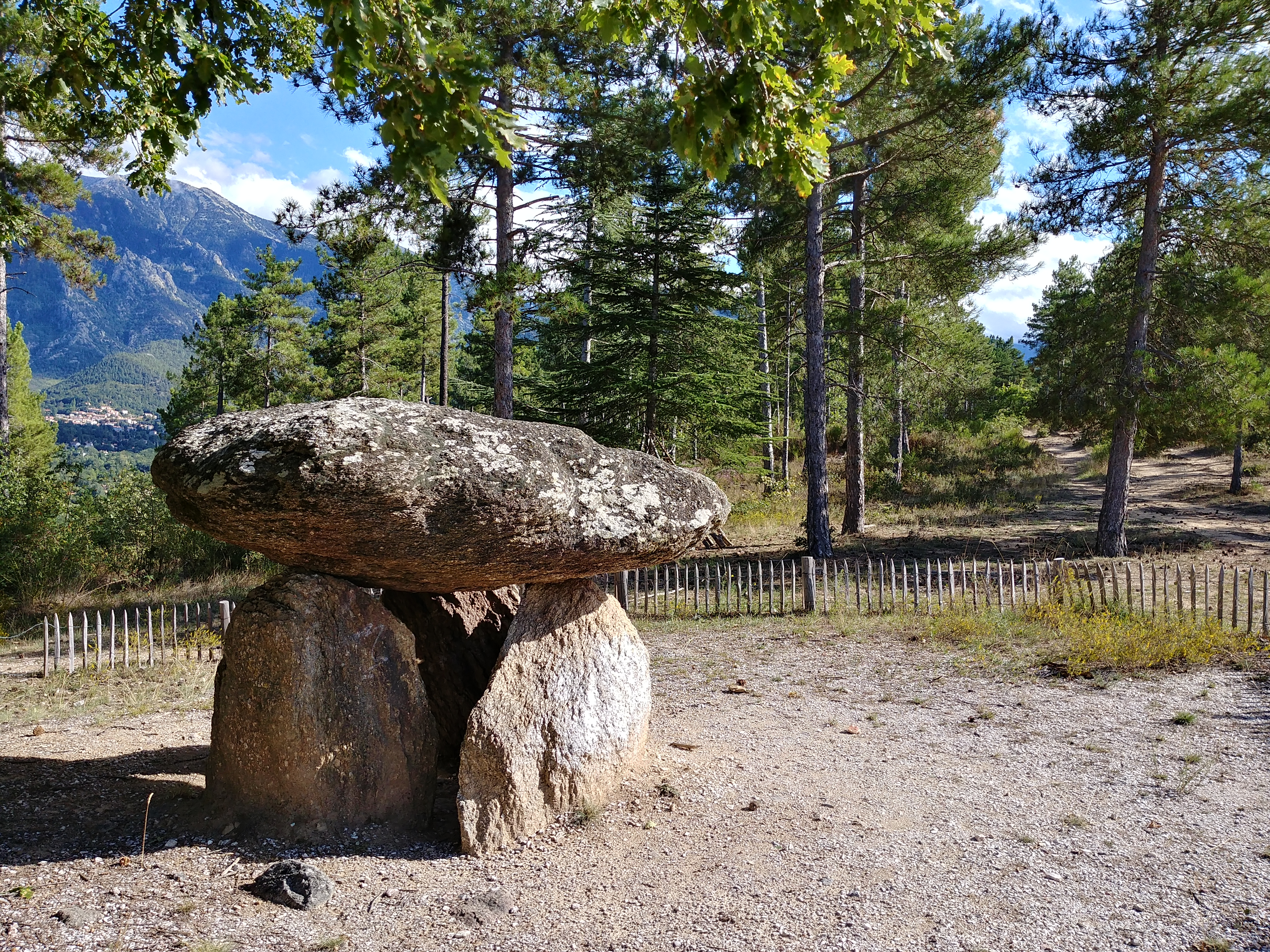
Dolmen de Coberturat
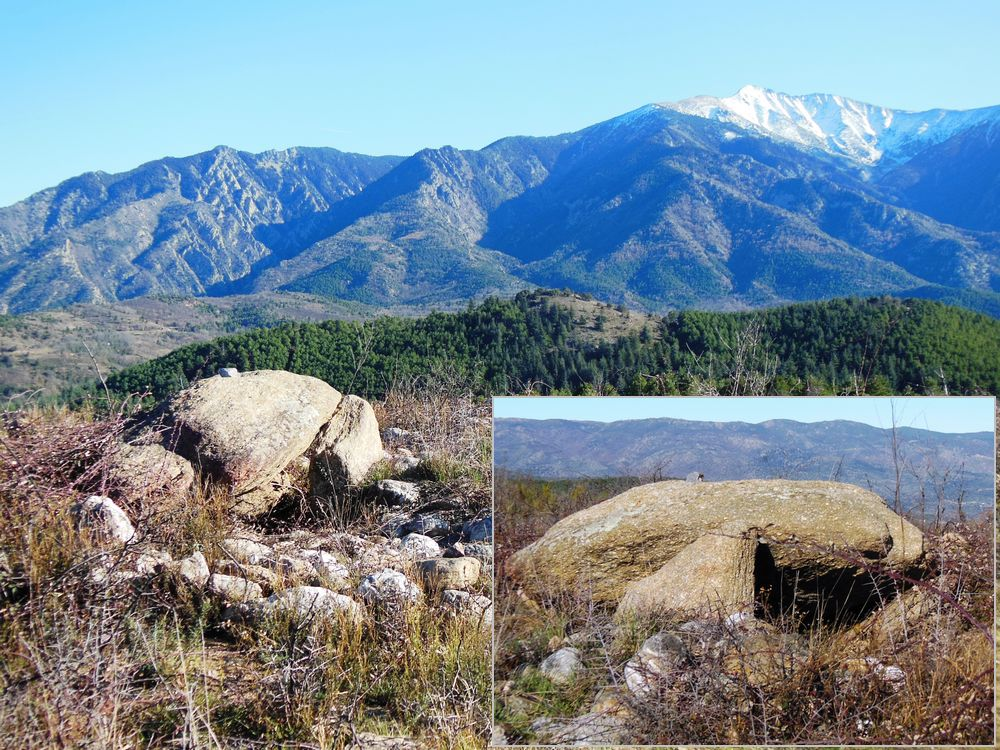
Dolmen du Serrat d'en Parrot
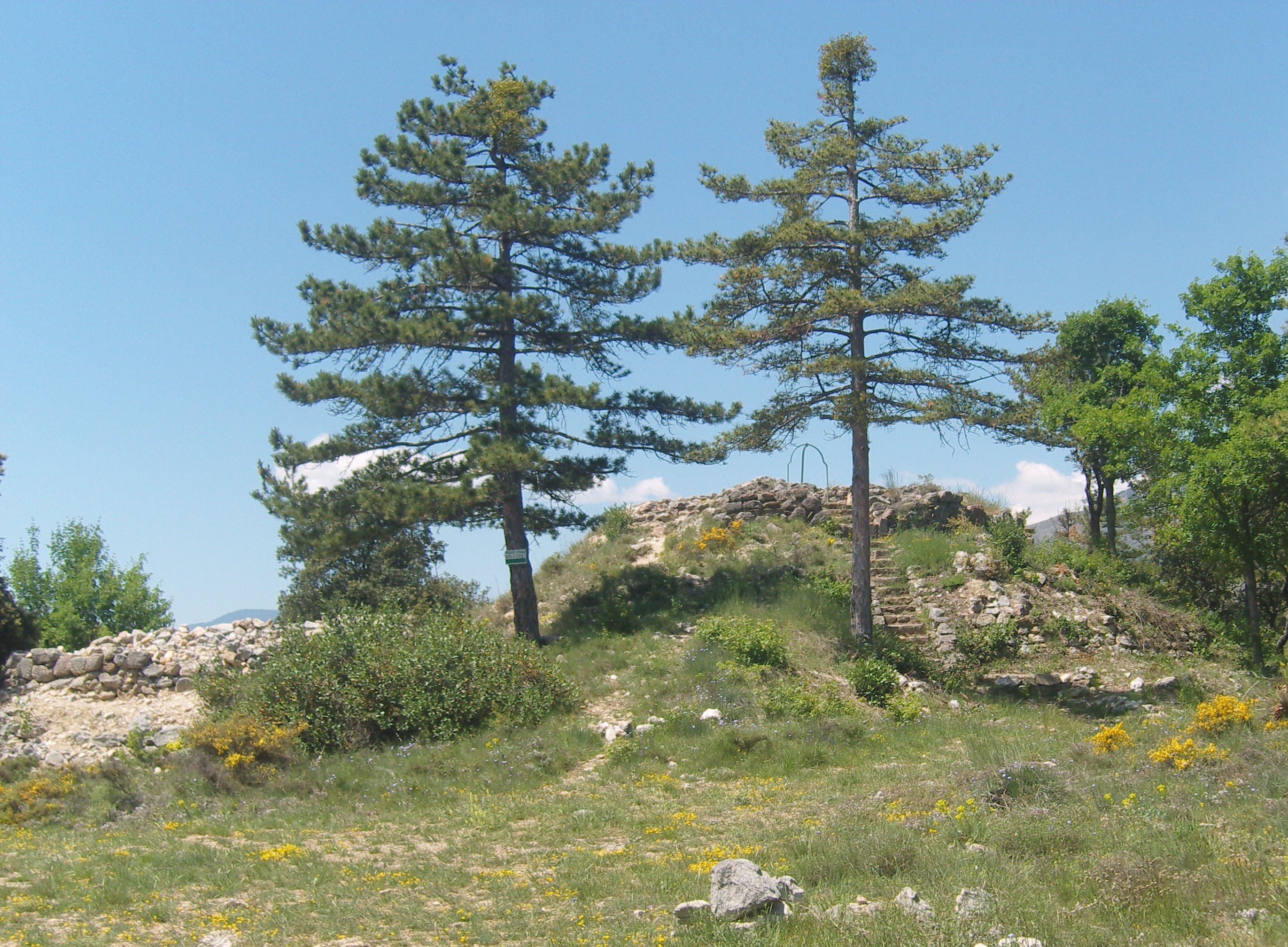
Grande Tour de Badabanys

### Personnalités liées à la commune
- George-Daniel de Monfreid (1856-1929) : peintre et collectionneur d'art français, mort à Corneilla-de-Conflent ;
- Victor Dalbiez (1876-1954) : homme politique français, député, sénateur, ministre, né à Corneilla-de-Conflent.